# لاجنسية
اللَاجِنْسِيَّة هي عدم وجود انجذاب جنسي للآخرين، أو انخفاض أو غياب الاهتمام أو الرغبة في النشاط الجنسي. يُمكن اعتبار اللاجنسية غياباً في التوجُّه الجنسي، أو أحد التنوعات بين التوجهات الجنسية التي تشمل المغايرة والمثلية وازدواجية التوجه الجنسي. كما أنه مصطلح واسع يُصنِّف طيفاً واسعاً من الهويات اللاجنسية الفرعية.

تختلف اللاجنسية عن الامتناع عن ممارسة النشاط الجنسي والعزوبة، واللذان يُمثلان سلوكاً له دوافع كالمعتقدات الشخصية أو الدينية للفرد. فعلى عكس السلوك الجنسي، يُعتقد أن التوجّهَ الجنسيَّ «دائم». يمكن للاجنسيين الانخراط في نشاط جنسي، على الرغم من عدم وجود رغبة جنسية أو انجذاب جنسي للآخر، وذلك لأسباب مختلفة كالرغبة في إمتاع أنفسهم أو شركائهم أو إنجاب أطفال.

لا يزال قبول اللاجنسية كتوجُّهٍ جِنسيّ ومجالٍ للبحث العلمي جديداً نسبياً، وذلك بتطور الخصائص النفسية والاجتماعية في الأبحاث. بينما يؤكد بعض الباحثين أن اللاجنسية توجُّهٌ جنسِيّ، فإن باحثين آخرين يرفضون هذا الأمر.

بدأت مجتمعات اللاجنسية بالتشكُّل منذ ظهور الإنترنت ووسائل التواصل الاجتماعي. أشهر هذه التجمُّعات شبكة التعليم والظهور اللاجنسية (الإنجليزية: Asexual Visibility and Education Network) (اختصاراً AVEN)، وقد أُسِّسَت على يد دايفد جاي عام 2001.

## التعريف والهوية والعلاقات
توجد تعريفات عديدة للاجنسية، لأن هناك تنوعاً واسعاً بين الناس في تعريف اللاجنسي. يُعرِّف الباحثون عادةً اللاجنسية بأنها عدم وجود انجذاب جنسي أو اهتمام جنسي، ولكن تعريفاتهم تختلف، فقد يستخدمون مصطلح اللاجنسية «للإشارة إلى أفراد ذوي رغبةٍ جنسية أو انجذاب جنسي منخفضين أو غائبين، أو انخفاض أو غياب السلوك الجنسي، أو الشراكات الرومانسية غير الجنسية حصراً، أو مزيج من غياب الرغبة والسلوك الجنسيين». كما يلعب التقييم الذاتي كلاجنسي دوراً حاسماً.

تُعرِّف شبكة التعليم والظهور اللاجنسية (AVEN) اللاجنسي بأنه «الشخص الذي لا يختبر أي انجذاب جنسي»، وأضافت أن «هناك أقلية صغيرة تعتقد أنها لاجنسيّة لفترة قصيرة، حيث تستكشف وتتسائل خلال هذه الفترة عن جنسانيتها» وأنه «لا يوجد اختبار لتحديد إذا ما كان الشخص لاجنسياً. اللاجنسية في جوهرها هويّة كأي هويَّةٍ أُخرى، فهي الكلمة التي يستخدمها الناس لمساعدتهم في تحديد أنفسهم. فإذا وجد شخصٌ ما أن كلمة اللاجنسية تفيده في وصف نفسه، فإننا نشجِّعه على استخدامها طالما كان ذلك منطقيَّاً».

يعتقد بعض اللاجنسيين أن غياب الانجذاب الجنسي إلى أيّ جنس يمكن أن يؤدي إلى انخراطهم في علاقة رومانسية نقيّة، بينما لا يمكن للآخرين فعل هذا. تحدّث بعض الأفراد اللاجنسيّون عن أنهم شعروا بانجذابٍ جنسي ولكن دون ميل لممارسته لأنهم لا يملكون الرغبة الحقيقية أو الحاجة للانخراط في نشاط جنسي أو غير جنسي (العناق، أو الإمساك باليد، إلخ.)، بينما قام لاجنسيُّون آخرون بالعناق أو نشاطات غير جنسية أخرى. يمارس بعض اللاجنسيِّين نشاطات جنسيِّة، كما يمكن لبعضهم أن يستمنوا من أجل أن يقذفوا بمفردهم، بينما يشعر آخرون بأنهم لا يحتاجون للاستمناء.

بالنظر إلى النشاط الجنسيّ خصوصاً، يُشير اللاجنسيُّون عادةً إلى الاستمناء عموماً بإثارة الجنس ويميِّزون بينه وبين الانجذاب الجنسي وأن يكون المرء جنسيَّاً، يعتبر اللاجنسيون الذين يستمنون الاستمناء عموماً إفرازاً طبيعيَّاً للجسم البشريِّ لا إشارةً إلى جنسيّة كامنة، كما يمكن أن لا يجدون الاستمناء ممتعاً حتَّى. بضع الرجال اللاجنسيِّين لا يستطيعون الحصول على انتصاب، ومحاولة إقحام العضو أثناء النشاط الجنسيّ مستحيل بالنسبة لهم. يختلف اللاجنسيُّون في مشاعرهم تجاه تنفيذ أفعال جنسيّة: بعضهم غير مبالٍ ويمكن لهؤلاء أن يقوموا بممارسة الجنس من أجل الشريك الرومانسي، بينما ينفر آخرون من الفكرة بشكل أكبر إلَّا أنهم لا يبغضون الناس بسبب ممارستهم للجنس.

العديد من الناس الذين يُعرَّف عنه بأنهم لاجنسيُّون، يُعرَّف عنهم أيضاً بهويَّات أُخرى. تتضمن هذه الهُويَّات الأخرى-على الرغم من أن لا يمكن حصرها بما يلي، بكيفية تعريفهم بنوع جنسهم وتوجههم الرومانسي. كثيراً ما يقوم اللاجنسيُّون بدمج هذه الخصائص في مستوى تعريف أكبر، لكي يعبروا عن أنفسهم من خلاله. بالنظر إلى الأوجه الرومانسية أو العاطفية في التوجُّه الجنسي أو الهويَّة الجنسية، مثلاً يمكن للَّاجنسيين أن يعرِّفوا عن أنفسهم بأنهم غيريِّون، أو مثليِّين، أو مزدوجي الميول الجنسية، أو حائرين، أو أن يعبروا عن أنفسهم باستخدام المصطلحات المشتقة من الرومانسية بدلاً من أوجه التوجُّه الجنسيّ:
- اللارومانسيّة: غياب الانجذاب الرومانسي تجاهَ أيّ أحد
- رومانسيّة ثنائية: كبديلٍ عن الازدواج الجنسي
- رومانسيّة غيريّة: بدلاً من الغيريّة الجنسيّة
- رومانسيّة مثليّة: بدلاً من المثليّة الجنسيّة
- رومانسيّة جامعة: بدلاً من الجنسيّة الجامعة

يمكن أن يُعرِّف بعض الناس عن أنفسهم بمصطلح الرماديّة الجنسيّة (كالرماديّة الرومانسيّة أو نصف الرومانسيّة أو نصف الجنسيّة) لأنهم يشعون بأنهم بين الرومانسيّة واللارومانسيّة أو بين الانجذاب الجنسيّ واللاجنسيّة. يمكن لمصطلح الرماديّة الجنسيّة أن يشمل الأشخاص الذين يشعرون بانجذاب جنسيّ أو رومانسيّ عارض. بينما يغطي مصطلح نصف الجنسيّة الأشخاص الذين يختبرون انجذاباً جنسيَّاً فقط كعنصر ثانوي، أو يشعرون بانجذاب جنسيّ بعد إقامة علاقة عاطفيّة قويّة.

## البحوث

### الانتشار
لا تُمثِّل اللاجنسيّة وجهاً جديداً للجنسانيِّة الإنسانيِّة ولكنها حديثة التداول في الخطاب العام. يقول إس إي سميث للجارديان أنه غير متأكد تماماً فيما ازدادت اللاجنسيّة، ولكنه يميل إلى الاعتقاد أنها ببساطة أصبحت أكثر ظهوراً. صنَّف ألفريد كينسي الأفراد وفق رقم يتراوح بين 0 و 6 ويُعطى الرقم وفقاً للتوجُّه الجنسيّ ن الغيريَّة الجنسيَّة إلى المثليَّة الجنسيَّة، ويُعرف هذا بسلم كينسي. ضمَّن كينسي مقياسَه مجموعةً أطلق عليها اسم المجموعة X للأفراد الذين ليس لديهم «اتصالات أو تفاعلات جنسيَّة-اجتماعيَّة»، هذه الأيَّام تُمثِّل المجموعة X اللاجنسيَّة. قال كينسي أن 1.5 % من الذكور البالغين في العالم ينتمون إلى المجموعة X.' يتحدَّث كينسي في كتابه الثاني السلوك الجنسيّ عند إناث الإنسان أن أفراد المجموعة X يُمثِّلون:
- 19-14 % من الإناث غير المتزوِّجات
- 3-1 % من الإناث المُتزوِّجات
- 8-5 % من الإناث المُتزوِّجات سابقاً
- 4-3 % من الذكور غير المتزوِّجين
- 0 % من الذكور المُتزوِّجين
- 2-1 % من الذكور المتزوِّجون سابقاً

أظهرت بيانات تجريبيّة حول ديموغرافيّة اللاجنسيّة عام 1994، عندما قام فريق بحثي في المملكة المتّحدة بتنفيذ استقصاء عن 18.876 ساكناً بريطانيَّاً، بسبب الحاجة لوجود معلومات جنسيّة وذلك في أعقاب انتشار وباء الإيدز. تضمَّن الاستقصاء سؤالاً حول الانجذاب الجنسيّ، أجاب 1.05 % من المستَطلَعين أنهم «لم يشعروا أنهم انجذبوا جنسيَّاً إلى أيِّ أحدٍ على الإطلاق». تمت متابعة دراسة هذه الظاهرة من قِبل باحث جنسيّ كنديّ وهو أنطوني بوجايرت عام 2004، وقد استكشف بوجايرت ديموغرافيا اللاجنسيَّة خلال سلسلةٍ من الدراسات. أظهرت أبحاث بوجايرت أن 1 % من البريطانيين لم يختبروا انجذاباً جنسيَّاً، ولكنه اعتقد أن نسبة 1 % لا تعكس بدقّة النسبة الحقيقيّة لِللاجنسيِّين، حيث نوَّه أن 30 % من الناس الذين تم التواصل معهم من أجل المسح الأوَّليّ اختاروا ألّا يشتركوا في المسح. وبما أن الناس الأقل خبرةً جنسيَّاً من المرجح بشكل أكبر أن يرفضوا الاشتراك في دراسات حول الجنسيِّة، واللاجنسيُّون بطبيعة الحال يميلون إلى أن يكونوا أقل خبرةً جنسيَّاً من الجنسيِّين، فمن المرجّح أن يكون اللاجنسيُّون أقل تمثيلاً في الاستقصاءات. وجدت الدراسة ذاتها أن نسبة المثليّين جنسيَّاً ومزدوجي الجنس معاً حوالي 1.1 % من السكَّان وهي نسبَة أقل مما تحدَّثت عنه الدراسات الأُخرى.

و على النقيض من نسبة 1 % التي قال بها بوجايرت، اقترحت دراسة أجراها آيكن وآخرون نُشرت عام 2013 اعتماداً على بيانات ناستال-2 التي أُخذت بين عامي 2000 و 2001 أن نسبَة اللاجنسيِّة في بريطانيا 0.4 % فقط بين الأعمار 16 و 44. تشير هذه النسبة المئوية إلى انخفاض من نسبة 0.9 % التي تحدَّثت عنها بيانات ناستال-1 التي جُمعت على نفس الفئة العمرية قبل عقدٍ من الزمن. وجد تحليلٌ لبوجايرت أجراه عام 2015 انخفاضاً مماثلاً بين بيانات ناستال-1 وناستال-2. وجد آيكن وميرسر وكاسيل بعضَ الأدلَّة على الاختلافات الإثنيَّة بين المستجيبين الذين لم يختبروا انجذاباً جنسيَّاً، كلا الرجال والنساء الهنديِّين والباكستانيِّين أكثر احتمالاً أن يبلغوا عن نقص الرغبة الجنسيّة. المسلمون كذلك أكثر احتمالاً أن يبلغوا عن نقص الرغبة الجنسيّة من المستجيبين المسيحيِّين.

### التوجه الجنسي والصحة النفسية والسبب
هناك جدلٌ كبير حول ما إذا كانت اللاجنسيّة توجُّهاً جنسيَّاً أم لا. وقد تمت مقارنتها مع اضطراب الرغبة الجنسيّة منخفض النشاط (الإنجليزية: Hypoactive sexual desire disorder) (اختصاراً: HSDD) حيث يوجد في كلا الحالتين نقصٌ عام في الانجذاب الجنسيّ تجاهَ أيِّ أحد، وقد اِستُعملت HSDD لتطبيب اللاجنسيِّة، ولكن اللاجنسيَّة عموماً لا تُعتبر اضطراباً أو عجزاً جنسيَّاً (كفقد الإرجاز، أو انعدام التلَذُّذ، إلخ.)، وذلك لأنها لا تُعرِّف بالضرورة شخص ما على أنه يمتلك مشكلةً طبيّة أو مشاكل تتعلَّق بالآخرين اجتماعيَّاً. على عكس الناس المُصابين بـ HSDD، فإن اللاجنسيِّين لا يختبرون طبيعيّاً «ضيقاً ملحوظاً» و «صعوبةً بين الناس» بشأن مشاعرهم حول لاجنسيَّتِهم، أو نقص استثارتهم الجنسيَّة، وتُعتبر اللاجنسيَّة نقصاً أو غياباً للانجذاب الجنسيّ صفة ملازمةً طيلةَ الحياة. وجدت إحدى الدراسات أن اللاجنسيِّين مقارنةً مع مرضى اضطراب HSDD، أبلغوا عن مستويات أدنى من الرغبة الجنسيّة والتجربة الجنسيّة والضيق المرتبط بالجنس وأعراضِ الاكتئاب. يقول الباحثون ريتشاردز وباركر أن اللاجنسيِّين ليس لديهم معدَّلات غير متناسبة من اضطرابات الشخصيّة أو الاكتئاب. على أيِّ حال، فإن بعض الناس يُعرِّفون عن أنفسهم بأنهم لاجنسيُّون حتى لو تم تشخيص حالتهم بأحد الاضطرابات المذكورة أعلاه أو أكثر.

أولُ دراسةٍ قدَّمت بياناتٍ تجريبيَّة عن اللاجنسيَّة نُشرت عام 1983 على يد باولا نوريوس، وركَّزت فيها على العلاقة بين التوجُّه الجنسيّ والصحة النفسيّة. وقد أُجريت الاستطلاعات على 689 شخص معظمهم من طلبة جامعات الولايات المتَّحدة الأمريكيّة من صفوف علم النفس وعلم الاجتماع، حيث أُعطُوا استطلاعات عديدة تتضمَّن أربع إحصاءات صحَّة سريريِّة. أظهرت النتائج أن اللاجنسيِّينكانوا أكثر احتمالاً لانخفاض تقييم الذات وأكثر احتمالاً أن يكونوا مكتئبين أكثر من أصحاب التوجُّهات الجنسيّة الأخرى، حيث أبلغت النسب التالية عن انخفاض تقدير الذات
- 25.88 % من الغيريِّين جنسيَّاً
- 26.54 % مزدوجي الجنس
- 29.88 % من المثليّين جنسيَّاً
- 33.57 % من اللاجنسيِّين

هناك اتجاه مشابه للاكتئاب. لم تعتقد نوريوس أنه يمكن استخلاص استنتاجات قويّة من هذه البيانات لأسباب متنوِّعة.

في دراسةٍ أُجريت عام 2013 من قِبل يول وآخرين. نظرت في تباينات الصحة النفسية عند القوقازيين المغايرين جنسيَّاً والمثليِّين جنسيَّاً ومزدوجي الميول الجنسيَّة والمتحولين جنسيَّاً. تضمنت نتائج 203 ذكر و 603 أُنثى مشاركين. وجد يول والآخرون أن اللاجنسيِّين الذكور المُشاركين كانوا أكثر عرضةً للإبلاغ عن وجود اضطراب المزاج من الذكور الآخرين، بشكل خاص بالمقارنة مع المشاركين الغيريِّين. الشيء ذاته وُجد في حالة المشاركات الإناث اللاجنسيِّيات بالمقارنة مع مثيلاتهن غيريَّات الجنس، على أيِّحال فإن الإناث غير الغيريَّات وغير اللاجنسيَّات سجَّلوا المعدلات الأعلى. كان اللاجنسيُّون المشاركون من كلا الجنسين أكثر احتمالاً لحدوث اضطرابات القلق من الغيريِّين وغير الغيريِّين المشاركين، كما أنهم كانوا أكثر احتمالاً من الغيريِّن للإبلاغ عن مشاعر الانتحار الحديثة. افترض يول أن بعض هذه الفوارق قد تعود إلى التمييز والعوامل الاجتماعية الأخرى.

بالنظر إلى تصنيفات التوجُّه الجنسيّ، يمكن أن يُجادل في اللاجنسيَّة بأنها لا تُمثِّل تصنيفاً مفيداً لكي تُضاف إلى السلسلة، وبدلاً من ذلك يُجادل فيها بأنها تمثِّل نقصاً في التوجُّه الجنسيّ أو الجنسيّة. تقترح بعض الحجج الأخرى أن اللاجنسيّة هي إنكار الجنسيّة الطبيعية للفرد وأن هذا يُمثِّلُ اضطراباً يُسبِّبه عار الجنسيّة أو القلق أو الاعتداء الجنسيّ، يستند هذا الاعتقاد على اللاجنسيِّين الذين يقومون بالاستمناء أو ينخرطون بنشاط جنسيّ لإرضاء الشريك الرومانسي. في سياق سياسة هوية التوجُّه الجنسيّ، يمكن لِللاجنسيّة أن تحقِّق الوظيفة السياسيّة لتصنيف هوية التوجُّه الجنسي.

أما بالنسبة للاقتراح أن اللاجنسيّة هو خلل وظيفي جنسيّ اقتراحٌ مثير للجدل خلال المجتمع اللاجنسيّ. يفضِّل عادةً أولئك الذين يُعرَّفون بلاجنسيِّين أن يُعترَف باللاجنسيّة كتوجُّه جنسيّ. يذكر العديدُ من العلماء أن اللاجنسيّة توجُّهٌ جنسيّ، حيث أن بعض اللاجنسيِّين غير قادرين على الاستمناء على الرغم من امتلاكهم دافع جنسيّ طبيعي، وأن هناك تنوُّعاتٍ في التفضيلات الجنسيّة، وبذلك يجادلون بإضافة اللاجنسيّة إليها. يعتقد هؤلاء والعديد من اللاجنسيّين أن نقص التوجُّه الجنسيّ صالح بما يكفي لِيُصَنَّف كتوجُّه جنسيّ. ويجادل الباحثون أن اللاجنسيِّين لا يختارون عدم الرغبة الجنسيّة، وعموماً يبدأون باكتشاف اختلافاتهم في السلوكيات الجنسيّة قرب المراهقة. بسبب اكتشاف هذه الحقائق، فإنه من المنطقيّ أن اللاجنسيّة أكثر من كونها اختيار سلوكيّ وليست شيئاً يُمكن علاجه كاضطراب. هناك أيضاً تحليلٌ حول إذا ما كانت اللاجنسيّة قد أصبحت أكثر شعبيَّةً، بازدياد عدد الناس الذين يُعرِّفون عن أنفسهم بلاجنسيّين.

بالبحث عن مسببات التوجُّه الجنسيّ وعند تطبيق هذا المنهج على اللاجنسيّة، فإن مشكلة تعريف التوجُّه الجنسيّ وبشكل مستمر لم يتم تعريفه من قبل الباحثين بما في ذلك اللاجنسيّة. يُعرَّف التوجُّه الجنسيّ بأنه "دائم" ومقاوم للتغيير، مما يُثبت أنه منيع عموماً ضد التدخُّلات الرامية إلى تغييره، ويمكن أن تُعرَّف اللاجنسيّة كتوجُّه جنسيّ بسبب استمراريتها واتساقها مع مرور الوقت. في حين أن المثلية والغيرية والازدواجيّة الجنسيّة يُمكن تحديدها عادةً وليس دائماً في السنوات الأولى من المراهقة، لا يُعرف متى تُحدَّد اللاجنسيّة. "من غير الواضح فيما إذا كانت هذه الخصائص ("نقص الاهتمام أو الرغبة بالجنس") ستستمر طيلة الحياة أم سيتم الحصول عليها.

### النشاط الجنسيّ والجنسيّة
بينما يستمني بعض اللاجنسيّين كشكل فردي للقذف أو قد بمارسون الجنس لصالح الشريك الرومانسي، لا يقوم بعضهم الآخر بهذا (انظر أعلاه). قال فيتشر وآخرون أن "العلماء الذين يدرسون فيزيولوجيا اللاجنسيّة يقترحون أن الناس اللاجنسيّين قادرون على التيَّقُّظ التناسليّ ولكنهم يجدون صعوبةً في التيَّقُّظ الشخصي." وهذا يعني أنه "بينما يصبح الجسم متهيِّجاً، فإنه ذاتيَّاً-على مستوى العقل والعواطف- لا يجد إثارةً".".

قام معهد كينسي باستقصاءٍ آخر صغير حول الموضوع عام 2007، وقد وجد أن من يعرِّفون أنفسهم بلاجنسيّين قد «تحدَّثوا بشكل واضح عن رغبة أقل في الجنس مع الشريك، وقابلية تهيُّج جنسيّ أقل، وإثارة جنسيّة منخفضة ولكنهم لم تختلف بشكلٍ متَّسق عن غير اللاجنسيِّين في درجات التثبيط الجنسي أو في رغبتهم في الاستمناء».

و في ورقة صدرت عام 1977 تحت عنوان اللاجنسيُّون والنساء الشبقات ذاتيَّاً: مجموعتان غير ظاهرتين كتبتها ميرا تي. جونسون وهي ورقة مكرَّسة بشكل واضح لللاجنسيِّة عند البشر. عرَّفت جونسون اللاجنسيِّين بأنهم الرجال والنساء «الذين، بغضّ النظر عن ظروفهم المادية والعاطفية وتاريخهم الجنسيّ الدقيق وحالتهم العائلية وتوجُّههم الإيديولوجي، يفضِّلون ألَّا ينخرطوا في نشاطٍ جنسيّ.»، كما أنها تُقارن بين النساء اللاجنسيِّات والشبقات ذاتياً: «المرأة اللاجنسيّة ... ليس لديها رغبات جنسيّة على الإطلاق (لكن) المرأة الشبقة ذاتيَّاً ... تدرك هذه الرغبات ولكن تفضِّل إرضائهم بذاتها.» دليل جونسون غالباً مجموعة رسائل كتبتها نساء لاجنسيِّات وشبقات ذاتيَّاً إلى محرري مجلات النساء ونشرتها تلك المجلَّات. صوَّرت جونسون أولئك النساء على أنَّهن غير ظاهرات، «مضطَّهداتٌ بإجماع أنهن غير موجودات،» وأنهن منسيَّات من الثورة الجنسيّة والحركة النسويّة. جادلت جونسون أن المجتمع إما يتجاهل أو ينكر وجودهنّ ويصرّ أنه ينبغي عليهنّ أنهنّ زاهدات لأسباب دينيّة أو عصبيّة أو أنهنّ لاجنسيّات لأسباب سياسيّة.

في دراسة نُشرت عام 1979 في التقدُّم في دراسة الأثر وفي مقالة أخرى تستخدم البيانات ذاته نُشرت عام 1980 في جريدة الشخصيِّة وعلم النفس الاجتماعي، وضع ميشيل دي. ستورمز من جامعة كانساس تصوُّره لمقياس كينسي. فبينما يقيس كينسي التوجُّه الجنسيّ اعتماداً على الجمع بين النشاط الجنسيّ الفعلي والتخيُّل والاستثارة، يستخدم ستورمز التخيُّل والإثارة فقط. وضع ستورمز على أيِّ حال الاستثارة الغيريِّة والاستثارة المثليِّة في محاورَ منفصلة بدلاً من وضعها على طرفي مقياس واحد، حيث سيسمح هذا بالتمييز بين الثنائية الجنسيّة (إظهار درجات من الاستثارة الغيريّة والمثليّة بالمقارنة مع الغيريّ والمثليّ، على التوالي) واللاجنسيّة (إظهار مستوى من الاستثارة الغيريّة بالمقارنة مع المثليّ ومستوى من الاستثارة المثليّة مقارنةً مع الغيريّ، أي القليل إلى اللاشيء). هذا النوع من المقياس وضع اعتباراً لِللاجنسيِّة للمرة الأولى. اعتقد ستورمز أن العدد من الباحثين الذين اتبعوا نموذج كينسي من الممكن أن يكونوا قد أسأؤوا تصنيف المواضيع اللاجنسيّة واعتبروها ضمن ثنائية الجنس، لأن كلاهما يُعَّرف ببساطة بنقص التفضيل لنوع جنسي بالنسبة للشركاء الجنسيِّين.

في دراسة عام 1983 أجراها باولو نوريوس تضمَّنت 689 موضوعاً (معظهم كانوا طلبة جامعات متنوعة في الولايات المتِّحدة منها صفوف علم النفس وعلم الاجتماع)، اِستُخدِم المقياس ثنائي الأبعاد التخيُّل والإثارة وذلك لقياس التوجُّه الجنسيّ. اعتماداً على النتائج، أُعطي المستطلَعون درجةً تتراوح بين 0 و 100 للمستثارين غيريَّاً ومن 0 إلى 100 للمستثارين مثليَّاً. صُنِّف المستطلَعون الذين حصلوا على أقل من 10 درجات في كلا المقياسين على أنهم «لاجنسيِّين». كانت هذه الفئة تُمثِّل 5% من الذكور و 10% من الإناث. أظهرت النتائج أن اللاجنسيِّين أبلغوا عن تواتر أقل ورغبة أقل بالنسبة لنشاطات جنسيِّة متنوعة بما في ذلك الشركاء المتعدِّدون والنشاطات الجنسيِّة الشرجيِّة وتنوُّع أماكن اللقاءات الجنسيِّة ونشاطات الاستثارة الذاتيّة.

### البحوث النسويِّة
نُشرت ورقة بحثيِّة عام 2010 كتبتها كارلي جون سيرانكويسكي وميغان ميلكس تحت عنوان «توجُّهات جديدة: اللاجنسيِّة وآثارها في النظرية والممارسة»، اقترحت الدراسة أن اللاجنسيِّة يمكن أن تكون سؤالاً بحد ذاتها في دراسات النوع الجنسيّ والجنسيِّة. اقترحت سيرانكويسكي وميلكس أن اللاجنسيِّة تثير الأسئلة أكثر مما تقدِّمه من إجابات، مثل كيف يمكن لشخصٍ أن يمتنع عن ممارسة الجنس، الذي يُعتبر مقبول اجتماعيَّاً وأكثر الغرائز أساسيَّةً. تنص هذه الورقة أيضاً أن المجتمع قد اعتبر «(مجتمع LGBT الميم و) الجنسيِّة الأنثويِّة مُقوَّاة أو مقموعة. فيما تتحدَّى الحركة اللاجنسيِّة هذا الافتراض من خلال تحدِّي العديد من المبادئ الأساسيِّة للنسوِيِّة المؤيدة للجنس التي عَرّفت اللاجنسيِّة كحركة قمعيِّة أو جنسانيِّة ضد الجنس». بالإضافة إلى قبول التعريف الذاتي كلاجنسيِّ، فقد صاغت شبكة التعليم والظهور اللاجنسية AVEN اللاجِنسيِّة كتوجُّهٍ محدَّد بيولوجيِّاً. إذا ما تم تشريح هذه الصيغة علميِّاً وإثباتها فستدعم دراسة الباحث سيمون ليفاي العمياء حول الوطاء (تحت المهاد) عند المثليِّين من الرجال والنساء والرجال الغيريِّين، وقد أظهرت اختلافاً بيولوجيِّاً بين الرجال الغيريِّين والمثليِّين.

عدَّلت سيرانكويسكي وميلكس الورقةَ عام 2014 ونشرتا: اللاجنسيِّات: منظورات سحاقيِّة ونسويِّة وهو مجموعة من المقالات التي تهدف لاكتشاف سياسيِّة النزعة اللاجنسيِّة من منظور ناشطة نسويِّة وسُحاقيِّة. يُقسم الكتاب إلى مُقدِّمة وستة أجزاء: تنظير اللاجنسيِّة: تَوجُّهات جديدة، وسياسيِّةُ اللاجنسيِّة، وظهور اللاجنسيِّة في وسائل الإعلام والثقافة، واللاجنسيِّة والذكوريِّة، الصِّحة وعدم القدرة والتطبيب، وقراءة اللاجنسيِّة: نظريِّة الأدبيّة اللاجنسيِّة.يحتوي كلٌ جزءٍ ورقتان إلى ثلاث أوراق تحتوي على بحثٌ في المجال المُحدَّد في موضوع اللاجنسيِّة. إحدى هذه الأوراق كتبتها إيلا بيرزيبيلو وهو اسم أصبح شائعاً في الأدب العلميّ اللاجنسيّ. ويُركِّز مقال إيلا على الذكور الذين يُعرِّفون أنفسهم بلاجنسيِّين، وبشكل خاص على الضغوط التي يتعرَّض لها الرجال في ممارسة الجنس في الخطاب الغربي والإعلام المهيمن. أُجريت مقابلات مع ثلاثة رجال يعيشون في جنوب أونتاريو في كندا عام 2011، واعترفت بيرزيبيلو أن العينة صغيرة وهذا يعني أن نتائجها لا يُمكن تعميمها على عدد أكبر من الناس من حيث التمثيل وأنهم (أي الرجال) يمثلون عينة «استكشافية ومؤقتة»، خصوصاً في حقلٍ ما يزال يعاني من نقص في التنقيب. تناولت المقابلات الثلاثة موضوع التأثُّر بالقالب النمطي أن على الرجال أن يستمتعوا وأن يرغبوا بالجنس كي يكونوا «رجالاً حقيقيِّين».

نُشرت مقالة أخرى لبيرزيبيلو عام 2011 وهي اللاجنسيِّة وسياسة «عدم القيام بذلك» النسويِّة وهي تتحدث عن كيفية تناول النسويِّة للأبحاث العلميِّة المتعلِّقة باللاجنسيِّة. حيث تجادل بيرزيبيلو أن اللاجنسيِّة لا تكون مُمكِنةً إلا من خلال السياق الغربي في «حقائق الجنسيّين والجماع والمغايرين جنسيَّاً المُلِحَّة». تحدَّثت كذلك عن أعمال دانا دينسمور وفاليري سولاناز وبريانا فاهس الذين جادلوا في «اللاجنسيِّة والتَّبَتُّل» كاستراتيجيِّات سياسيِّة نسويِّة راديكاليِّة في مواجهة الأبويِّة. بينما تُميِّزُ بيرزيبيلو بين اللاجنسيِّة والتَّبَتُّل، إلا أنها تعتبر أن تشويش الفارق بين الحالتين يمكن أن يُفيد في الفهم النسوِّي للموضوع. ميَّزت بيرزيبيلو في مقالها عام 2013 «حقائق الإنتاج: اللاجنسيِّة التجرريبيِّة والدراسة العلميّة للجنس»، ميَّوت بين المرحلتين المختلفتين للبحوث حول موضوع اللاجنسيّة، بين تلك التي أُجريت آواخر سبعينات القرن العشرين إلى بدايات تسعينات القرن العشرين والتي تضمَّنت غالباً غالباً فهماً محدوداً لللاجنسيِّة والبحوث الأحدث والتي بدأت تعيد النظر في اللاجنسيّة والتي بدأت بحسبِ ما قالت بيرزيبيلو مع دراسة بوغايرت عام 2004 (انظر أعلاه) والتي أشاعت الموضوع وجعلتها أكثر «ظهوراً ثقافيَّاً».تُؤكِّد بيرزيبيلو مجدداً فيهذه المقالة أن فهم اللاجنسيِّة كظاهرة ثقافيّة وتنتقد دراستها العلميّة.

ينادي سي جاي ديلويزو تشايسن بإعادة اعتبار اللاجنسيِّة واحتمالها الراديكالي أن البحوث الأكاديمية حول اللاجنسيّة «وضعت اللاجنسيّة بما يتماشى مع خطابات التوجُّه الجنسيّ» وهذا يثير القلق لأنه يخلق ثنائية بين اللاجنسيِّين والأشخاص الذين تعرضوا لتدخل علاجي نفسي لاضطرابات كاضطراب انخفاض الرغبة بالنشاط الجنسي. يقول تشايسن أن هذه الثنائية تعني أن جميع اللاجنسيّين يختبرون مدى الحياة (أي بشكل دائم) نقصاً في الانجذاب الجنسيّ، وأن جميع غير اللاجنسيّين الذين يختبرون انخفاضاً في الرغبة الجنسيّة يخبرون ضيقاً فيه وأن هذا يجعل اللاجنسيّين الذين يخبرون ضيقاً بمثابة المرضى. كما يقول تشايسن فإن مثل هذه التشخيصات كتشخيص HSDD تؤدي إلى تطبيب وتحكم جنسيّة النساء، لذا فإن المقالة تهدف إلى «فكِّ» التعريفات الإشكاليِّة لللاجنسيّة التي تؤذي اللاجنسيِّين والنساء على حدٍ سواء.يقول تشايسن أن لللاجنسيِّة قوة لتحدِّي الخطاب العام طبيعيّة الجنسيّة، ولكن القبول المشكوك به لتعريفها الحالي لا يسمح لها بهذا. يجادل تشايسن أيضاً هنا وفي إيجاد المغزى في المجتمع اللاجنسيّ: التنقُّل بين العلاقات والهويَّات في سياق المقاومة أن استجواب الشخص لماذا يُمكن أن يكون شخصٌ في ضيق حول الرغبة الجنسيّة المنخفضة أمرٌ هام. يجادل تشايسن أبعدَ من ذلك حيث يقول أن على السريريِّين التزاماً أخلاقيَّاً في تجنُّب علاج الرغبة الجنسيّة المنخفضة كمرض، ونقاش اللاجنسيّة كاحتمالية قائمة (حيثما كان ذلك مناسباً) مع العُملاء الذين يقدمون سريريَّاً برغبة جنسيّة منخفضة.

### نظريات وعمل بوجايرت النفسيّ
يجادل بوجايرت أن لفهم اللاجنسيّة أهميّة بالغة في فهم الجنسيّة عموماً. ويعرِّف بوجايرت في عمله اللاجنسيّة كـ«نقصٍ في الميل/المشاعر الشهوانية المباشرة تجاهَ الآخرين»، وهو تعريف يجادل بوجايرت بأنه جديدٌ نسبيَّاً في ضوء النظرية الحديثة والعمل التجريبي على التوجّه الجنسيّ. يصل هذا التعريف لللاجنسيّة بشكل واضح بين السلوك والرغبة، أي بين التَّبَتُّل واللاجنسيِّة، على الرغم من أن بوجايرت لاحظ أيضاً أن هناكَ بعض الأدِّلَّة على انخفاض النشاط الجنسيّ عند أولئك الذي يناسبهم التعريف. أبعدَ من ذلك ميَّز بوجايرت بين الرغبة في الآخرين والرغبة في الإثارة الجنسيّة، حيث أن الأخير غير غائب دائماً عند الذين يعرِّفون أنفسهم بلاجنسيِّين، على الرغم من أنه عرف أن النظريِّين الآخرين يُعرِّفون اللاجنسيِّة بشكل مختلف وأنه ينبغي إجراء بحوث أعمق حول «العلاقة المعقَّدة بين الانجذاب والرغبة». هناك تمييز آخر بين الانجذاب الرومانسي والجنسيِّة، ويستند إلى عملٍ في علم النفس التنمَوِيّ، يقترح أن الأنظمة الرومانسية تُتشق من نظريّة التَعلُّق بينما الأنظمة الجنسيّة «تقيم أولاً في بنى دماغيِّة مختلفة».

بالتزامن مع اقتراح بوجايرت أن فهم اللاجنسيّة سيقود إلى فهم أفضل للجنسيّة بشكل عام، ناقش استمناء اللاجنسيِّين ليضع نظريَّةً على اللاجنسيِّين والشذوذ الجنسي «الموجَّه نحو هدف، حيث يوجد عدم اتصال بين الذات والهدف التقليدي من الانجذاب أو الاهتمام الجنسيّ» (كالانجذاب إلى النفس تُصنَّ كـ«جنسانية فردية ذاتية»).

أقر بوجايرت في مقالة عام أن التمييز بين السلوك والانجذاب قٌبل في تصوُّرات التوجُّه الجنسيّ، وقد ساعدت في فهم وضع اللاجنسيّة. وأضاف أنه من خلال هذا الإطار «الانجذاب الجنسيّ هو النواة النفسيّة للتوجُّه الجنسيّ»، وأضاف أيضاً أنه من الممكن وجود «بعض الشكوك في (كلا) المجتمعين الأكاديمي والسريري» حول تصنيف اللاجنسيِّة كتوجُّه جنسيّ وأنه يثير اعتراضَين حول التصنيف: الاعتراض الأول، أنه يقترح أنه من الممكن أن يكون هناك خطبٌ في الإبلاغ عن الحالة من قبل الشخص (أي أن «نقص الانجذاب 'المُدرك' أو 'المبلغ عنه'»، على نحوٍ خاص في تعريفات التوَجُّه الجنسيّ التي تعتبر التحرُّش الجسديّ انجذاب يفوق الانجذاب الشخصي)، أما الاعتراض الثاني يرتكز على إثارة مسألة التداخل بين الرغبة الجنسيّة الغائبة والمنخفضة جداً، حيث أن أولئك الذين لديهم رغبة جنسيّة منخفضة للغاية يُمكن أن يكون ما يزال لديهم «توجُّه جنسيّ كامن» على الرغم من أنه من المحتمل تعريفهم كلاجنسيّين.

## المجتمع

### عموماً

العلم المستخدم كعلم فخرٍ لللاجنسيِّين بشكل شائع.

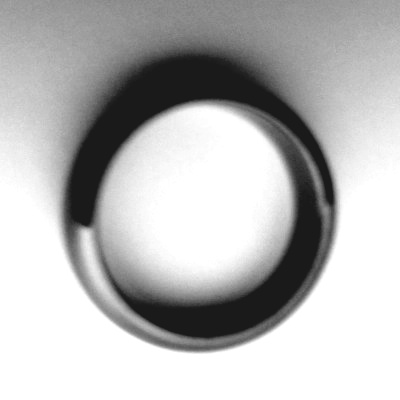
بعض أعضاء مجتمع اللاجنسيِّين يختارون ارتداء خاتم أسود اللون على الإصبع الوسطى في يدهم اليمنى كشكل من أشكال التعريف عن هويتهم.

تكتّل مجتمعٌ من الأشخاص الذين يُعرِّفون عن أنفسهم بأنهم لاجِنسيِّين في بدايات القرن الحادي والعشرين وذلك بمساعدة من قبل بعض المجتمعات الافتراضيّة. وبالنسبة للبعض، فإن كونهم أفراداً في مجتمع أمر هام، لأنهم شعروا بـ«الوحدة» وبأنهم «مكسورون» أو شعروا بأنهم «غرباء». على الرغم من وجود المجتمعات الافتراضية فإن الانتماء إلى مجتمع عبر الإنترنت يختلف، حيث يشكِّك البعض بمفهوم المجتمع الافتراضي، بينما يعتمد البعض الآخر على المجتمع الافتراضي اللاجنسيّ بشكل كبير من أجل الحصول على دعم. تتحدث الكاتبة إليزبيث أبّوت وهي مؤلفة كتاب «تاريخ العزوبة» عن الفوراق بين العزوبة واللاجنسيّة وتفترض أنه دائماً ما يوجد عنصر غير جنسيّ بين الناس، ولكن اللاجنسيِّين تجنَّبوا أن يلفتوا انتباه الناس إلى هذا الجانب من حياتهم. بينما كان يُنظر إلى الفشل في إتمام الزواج كـ«إهانة لسرِّيَّة الزواج» في العصور الوسطى في أوروبا، فقد اِستُخدم كأساس للطلاق أو للحكم ببطلان الزواج، أيضاً لم تكن اللاجنسيَّة، على عكس المِثلِيَّة، غير قانونيَّةٍ. على أيِّ حال، فإنه في القرن الحادي والعشرين وبسبب القدرة على عدم الكشف عن الهويِّة عبر الإنترنت والشعبية الواسعة لشبكات التواصل الاجتماعية فقد أصبح من السهل تشكيل مجتمع لذوي الهويِّة اللاجنسيِّة على الإنترنت.

تم تأسيس شبكة التعليم والظهور اللاجنسيِّة (بالإنجليزية: The Asexual Visibility and Education Network، اختصاراً: AVEN) على يد ناشط لاجنسيّ أميركي يُدعى دايفد جاي عام 2001، ركّزت الشبكة على قضايا اللاجنسيِّة. وتصرح الشبكة أن أهدافها تنطوي على «خلق تقبُّل عام ومناقشة اللاجنسيِّة وتسهيل نمو المجتمع اللاجنسيّ». يمكن لمجتمعات مثل شبكة (AVEN) أن تكون مفيدة لأولئك الذين يبحثون عن إجابات لحل أزمة الهوية بالنظر إلى احتمالية لاجنسيَّتهم من عدمها. حيث يمر الأفراد بسلسلة من العمليات العاطفية التي تنتهي بتعريفهم لأنفسهم بأنهم جزء من المجتمع اللاجنسيّ. فهم يدركون أولاً أن انجذاباتهم الجنسيِّة تختلف عن تلك السائدة في معظم المجتمع. يقود هذا الاختلاف إلى التساؤل حول إذا ما كان ما يّشعُرون به مقبولاً، وما هي الأسباب المحتملة لما يشعرونَ به. يعتقد البعض بالمرضيّة، فيميلون في بعض الحالات للبحث عن مساعدة طبيّة لأنهم يشعرون أن لديهم مرضاً. يصل البعض لفهم الذات بعد أن يجدوا تعريفاً يُطابقُ مشاعرهم. تُقدِّم المجتمعات اللاجنسيّة الدعم والمعلومات التي تسمح لِلذين عرَّفوا أنفسهم بأنهم لاجنسيّين حديثاً بالانتقال من مستوى استشضاح الذات إلى التعريف بالهويّة على مستوى المجتمعي، عبر تمكينهم وذلك لأنهم يمتلكون شيئاً يتشاركون به مع هذا المجتمع، مما يعطي الحياة الطبيعية لحالة العزلة الاجتماعية هذه.

تلعب النظمات اللاجنسيّة وموارد الإنترنت الأُخرى دوراً مفتاحيَّاً في إعلام الناس حول اللاجنسيِّة. نقص الأبحاث في هذا المجال يجعل من الصعب بالنسبة للأطباء فهمَ السبب. كما هو الحال في أي توجُّه جنسيّ، فإن معظم اللاجنسيِّين يعرّفون أنفسهم ذاتيّاً. يمكن أن يخلق هذا الأمر مشكلةً عندما يُخطئ اللاجنسيّ بتقييم ذاته بناءاً على علاقة حميميَّة أو مشكلة في علاقة أو لأعراض أخرى لا تُعرّف اللاجنسيّة.هناك أيضاً عدد كبير من الناس الذين إما لا يفهمون أو لا يعتقدون بوجود اللاجنسيّة، مما يضفي على منظمات اللاجنسيّة أهميّة إضافيّة تتمثّل في تعريف الناس عامَّةً باللاجنسيّة، على أيِّ حال ونظراً للنقص الواضح في الحقائق العلمية في هذاالموضوع، فإن المعلومات التي تتداولها هذه المنظمات تبقى موضع تساؤل.

في 29 يونيو/حزيران 2014 نظَّمت AVEN مؤتمر اللاجنسيّة الدوليّ الثاني باعتباره حدثاً للفخر العالمي في تورونتو. حضر هذا الحدث حوالي 250 شخصاً، وكان أكبر تجمُّع لللاجنسيّين حتى ذلك الوقت. تضمَّن المؤتمر عروضاً ومناقشات وورشات عمل حول مواضيع كالبحوث في اللاجنسيَّة والعلاقات اللاجنسيّة والهويَّات المتقاطعة.

### الرموز
شارك أعضاء AVEN عام 2009 في موكب الفخر الأميركي كأول مرة للاجنسيِّين، حيث ساروا في موكب فخر سان فرانسيسكو. في أغسطس/آب عام 2010 وبعد فترة من الجدال حول علمٍ لِلاجنسيِّين وكيفية إقامة نظام لصياغة علم والتواصل بين مجتمعات اللاجنسيّين قدرَ المستطاع، أُعلن عن علمٍ فخرٍ لِلاجنسيِّين من قبل أحد الفِرق المشاركة. العلم النهائي لِلاجنسيِّين كان قد رُشِّح شعبياً وكان قد شُوهِد سابقاً مسنخدماً عبر الإنترنت في المنتديا خارج AVEN. أُجري التصويت الأخير بشكل نظام استقصائي خارج AVEN حيث نُظمت جهود تبنّي العلم الرئيسي. ألوان العلم كان قد اِستُخدمت في أعمالٍ فنيّة وأُشِير إليها في مقالات عن الجنسيّة.

## التمييز والحماية القانونية

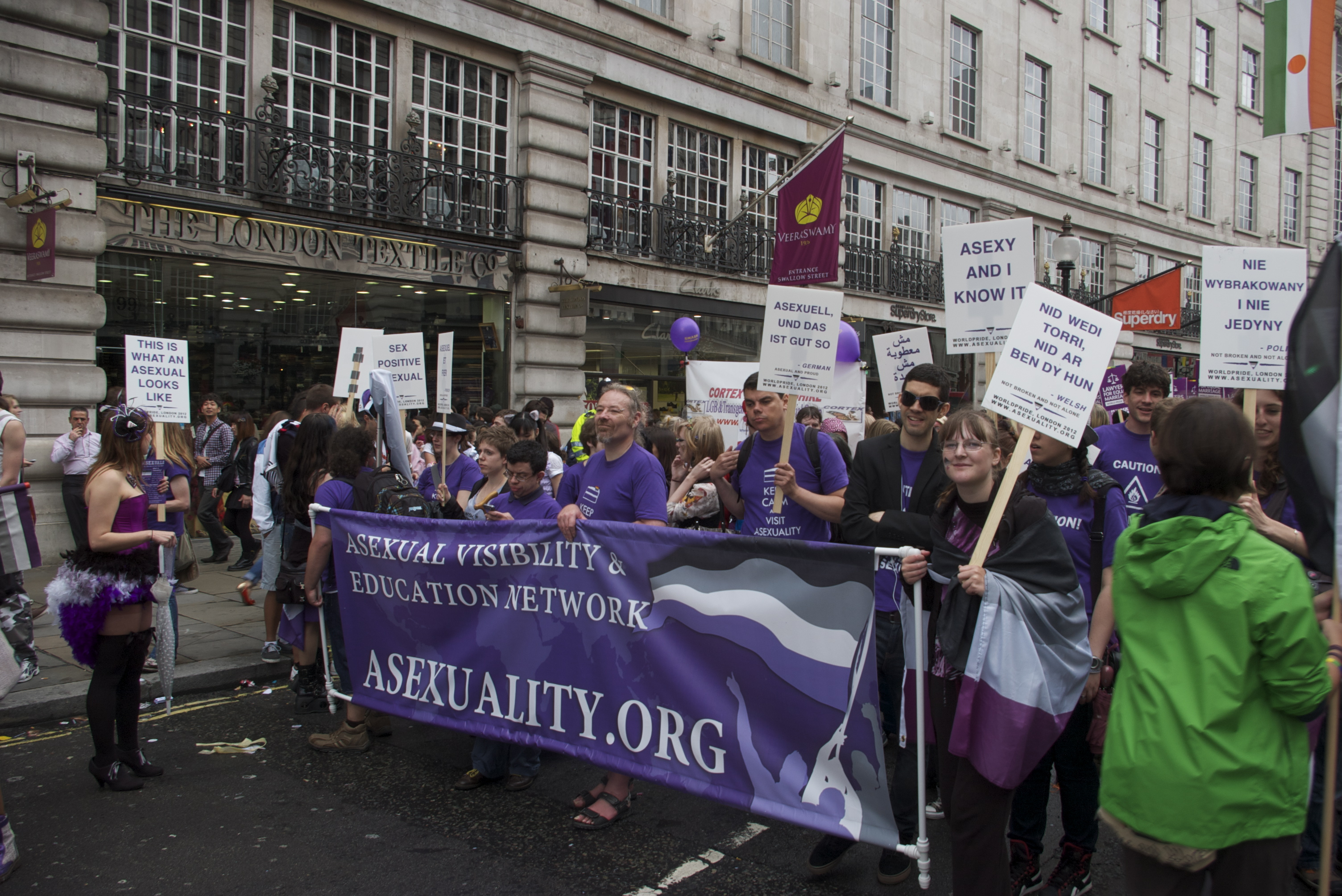
لاجنسيُّون يسيرون معاً في موكب فخر.

نُشرت دراسة عام 2012 في مجموعة التفاعلات والعلاقات بين الجماعات، أفادت أن اللاجنسيِّين يتم تقيِّيمهم بشكل سلبيّ عبر استخدام مصطلحات متحاملة غير إنسانيّة وتمييزيّة أكثر من الأقليَّات الجنسيِّة الأُخرى كالمثليِّين جنسيَّاً من الرجال أو النساء أو مزدوجي التوجه الجنسي. كلا مثلييّ الجنس والمغايرين جنسياً يعتقدون أن اللاجنسيِّين ليسوا باردين فقط، ولكنهم أيضاً حيوانيُّون وغير مقيَّدين. فيما وجدت دراسة أخرى أدلَّة قليلة على وجود تمييز جديّ ضد اللاجنسيِّين بسبب لاجنسيَّتهم. وقد لاحظ الناشط والكاتب والمدوِّن جولي ديكر أن التحرُّش الجنسيّ والعنف كالاغتصاب التحصيحيّ عادةً ما يقع على مجتمع اللاجنسيِّين. يرى عالم الاجتماع مارك كاريجان أرضيَّةً مشتركة، مجادلاً بأن التمييز ضد اللاجنسيِّين ليس بسبب طبيعة رُهابيّة ولكن «بسبب التهميش أكثر لأن الناس لا يفهمون اللاجنسيّة بصدقٍ».

يواجه اللاجنسيُّون تحاملاً من قبل مجتمع المثليين والمثليات ومزدوجي التوجه الجنسي والمتحولين جنسياً (اختصاراً: LGBT). حتى على صعيد الإفصاح عم الهويّة الجنسيّة، قالت الناشطة سارة بيث بروكس أن العديد من أفراد مجتمع LGBT أن اللاجنسيِّين يخطئون في تحديد هويتهم الذاتية وأنهم يبحثون عن انتباهٍ لا يستحقُّونه في حركة العدالة الاجتماعية.

في بعض الولايات القضائية، يتمتع اللاجنسيِّين بحماية قانونيّة. بينما تحظر البرازيل منذ عام 1999 أي إمراض أو محاولة علاج توجّه جنسيّ من قبل اختصاصيّي الصحة النفسيّة من خلال ميثاق شرف وطني، فإن ولاية نيويورك في الولايات المتّحدة صنّفت اللاجنسيِّين بأنهم طبقة محميّة. على الرغم من ذلك فإن اللاجنسيِّة لا تجذب الانتباه العام، لذا فإنها لم تكن موضوعاً للتَّشريع كما كان الأمر عليه في حالة التوجّهات الجنسيّة الأخرى.

## في وسائل الإعلام
تمثيل اللاجنسيِّين في وسائل الإعلام محدود ونادراً ما يتم الاعتراف بهم من قبل الكتّاب أو المبدعين. أصبحت اللاجنسيّة موضوعاً للنقاش أكثر مع بدايات القرن الواحد والعشرين باعتبارها هويّة جنسيّة بدلاً من كونها كياناً بيولوجيّاً. سابقاً، لم يتم التشكيك في الجنسيّة عموماً، وكثيراً ما كانت تُفترض، وعددٌ قليلٌ من البحوث قد أُجري، لذا فإن الجنسيّة كانت تحت التأثير الاجتماعي، بما في ذلك الصورة التي ترسمها وسائل الإعلام.

## وصلات خارجية
- أرشيف اللاجنسية (بالإنجليزية)
- أسبوع التوعية حول اللاجنسية (بالإنجليزية)
- استكشافات لاجنسية. «الأبحاث الحالية»، قائمة ببليوغرافية مشروحة، اطلع عليه بتاريخ 10 نوفمبر 2016. (بالإنجليزية)
- استكشافات لاجنسية: تشجيع الدراسة الأكاديمية للاجنسية (بالإنجليزية)
- شبكة التعليم والظهور اللاجنسية (AVEN) (بالإنجليزية)
- موسوعة ويكي التابعة لشبكة التعليم والظهور اللاجنسية (بالإنجليزية)
- Pieces of Ace  - مدونة صوتية تُعنى باللاجنسية (بالإنجليزية)
- Apositive